# Reinhard Brox
Ernst Reinhard Brox (* 11. April 1853 in Anger bei Leipzig; † unbekannt) war ein sächsischer Generalmajor.

## Leben
Brox war der Sohn eines Doktors und Henriette Heine. Er trat 1867 als Kadett in das Kadettenkorps der Sächsischen Armee ein und avancierte nach langjähriger Erziehung 1872 zum Fähnrich, woraufhin im nächsten Jahr die Beförderung zum Leutnant folgte. Er diente dabei unter anderem als Adjutant des Bataillonskommandeurs und Majors Georg von Wurmb im 2. Grenadier-Regiment Nr. 101 „Kaiser Wilhelm, König von Preußen“. Er wurde im Jahre 1879 zum Premierleutnant befördert und diente in dieser Eigenschaft als Regimentsadjutant im 9. Infanterie-Regiment Nr. 133. Seine Beförderung zum Hauptmann erfolgte im Jahre 1887. Er wurde à la suite seines Regiments gestellt und zum Vorstand des Festungsgefängnisses in Dresden ernannt, wo seine Beförderung zum Major im Jahre 1894 folgte. In dieser Eigenschaft kamen Vorwürfe der Korruption gegen ihn auf. Am 24. März 1897 wurde er Kommandeur des I. Bataillons im 12. Infanterie-Regiment Nr. 177. Am 21. April 1899 wurde er Oberstleutnant und diente als Stabsoffizier im Bekleidungsamt des XII. (I. Königlich Sächsisches) Armee-Korps. Er wurde in dieser Eigenschaft 1900 mit dem Ritterkreuz I. Klasse des Verdienstordens ausgezeichnet. Nach Beförderung zum Oberst am 27. Oktober 1901 wurde er Vorstand des Bekleidungsamtes des XIX. (II. Königlich Sächsisches) Armee-Korps. Er wurde im Mai 1907 mit dem Komturkreuz II. Klasse des Albrechts-Ordens ausgezeichnet. Unter Verleihung des Charakters als Generalmajor wurde Brox am 20. März 1908 mit Pension zur Disposition gestellt.
1911 wurde er in den Vorstand des Konservativen Vereins zu Leipzig gewählt.
Er war mit Elisabeth Baumeyer verheiratet. Aus der Ehe entstand mindestens ein Sohn, der Leutnant Willy Brox († 4. September 1916).